# (10891) Fink
(10891) Fink (1997 QR3) – planetoida z pasa głównego asteroid okrążająca Słońce w ciągu 3,47 lat w średniej odległości 2,29 j.a. Odkryta 30 sierpnia 1997 roku.